# Maik van den Kieboom
Maik van den Kieboom (Breda, 29 juli 1991) is een voormalig Nederlands profvoetballer die speelde als keeper. Eerder stond hij onder contract bij RKC Waalwijk.